# 海尪·油桐花新娘
《海尪·油桐花新娘》是陳明章睽違四年的台語專輯，而且在2006年1月21日，跟一堆吉他演奏專輯同時發行，還有這張專輯是由陳明章自己組成的音樂公司所獨立發行的首張專輯。其實這張專輯的歌曲，有些已經發表過，而且這張專輯的一些歌曲，主要的編曲人除了陳明章和王俊傑以外，還請音樂製作人尤景仰、謝武吉來擔任一些歌曲的主要編曲人。後來這張專輯，讓陳明章入圍金曲獎的最佳台語專輯獎、最佳台語男歌手獎這兩項獎項。

## 過程
民國85年（1996年），民主進步黨的彭明敏出來參選那年的總統選舉時，彭明敏的文教基金會就在那年的3月，發行了《鯨魚的歌聲》紀念專輯，收錄了很多助選歌曲，其中收錄陳明章和林良哲為那次的總統選舉，而聯合創作的《阿爸的心肝寶貝》（陳明章演唱）、《等待自由的風》（陳淳杰演唱）等兩首，其中陳明章自己演唱的《阿爸的心肝寶貝》，被南瓜妹認為是在描寫骨肉之間的抉擇。後來在2004年，陳明章、王俊傑和李炳輝去參與連續劇慾望人生的歌曲創作及製作過程，然後陳明章所創作的《我愛你》、《新十八姑娘》（黃妃演唱）、《阿嬤的五分仔車》（李炳輝演唱）和《藍色的情人》被收錄慾望人生的電視原聲帶。過了一年後，陳明章親自參與黃妃的《紅》的專輯製作過程，同時幫黃妃創作《油桐花新娘》、《落葉時陣》等歌曲。後來到2006年1月21日，正式發行這張睽違四年的台語專輯。

## 創作靈感
這張專輯除了收錄拿回來唱的創作歌曲，另外也跟其他音樂人聯合創作，而且有一些歌曲的創作靈感，跟他的旅遊心得有連帶關係。有一天，陳明章在花東海岸看到了原住民，以及又聯想到每一年鯨豚都會如期回到花東海岸，不久陳明章找了郝志亮，把自己去花東海岸的心得講給郝志亮，於是《海尪》就這樣完成。其中陳明章幫助黃妃創作的《油桐花新娘》，是跟某趟的宜蘭之旅有關係的，某一年的五月，他跟助理王思穎開車到宜蘭大同的某個山路口，那時他們倆看到一棵大油桐樹和漫天的白油桐花，兩人決定停下車來好好欣賞那一棵大油桐樹，同時王思穎在那隨口說了一個「油桐花新娘」的故事，然後陳明章就聽完故事後，就跟助理王思穎一起聯合創作《油桐花新娘》。《黑面撩撥的故鄉─鹽埕所在》則是他十幾年前，首次來到南部的鹽田，並且從布袋搭著竹筏到外傘頂洲，然後看到某對老夫妻所蓋的蚵仔寮，不久陳明章就創作了這首歌。

## 專輯曲目
1. 海尪（The Whales）
2. 黑面撩撥的故鄉-鹽埕所在（Salt Fields）
3. 油桐花新娘（Paulownia Flower Bride）
4. 阿嬤的五分仔車（Grandma's Handcar）
5. 煙酒歌（Cigarettes And Alcohol）
6. 十數文（Ten Character Poem）
7. 默娘詩讚（Hymn To Lin Moniang）
8. 我愛你（I Love You）
9. 思君嘆（Sighing For You）
10. 阿爸的心肝寶貝（Daddy'S Precious Darling）
11. 牽一條線（Making A Connection）